# Huygens (inslagkrater)

Opname van de Huygenskrater. Het cirkeltje geeft de plaats aan waar koolstof is gevonden.

De Huygenskrater is een 456 kilometer brede inslagkrater op Mars. De krater is vernoemd naar de Nederlandse astronoom, wis- en natuurkundige Christiaan Huygens. Aan de rand ervan is koolstof ontdekt.